# Brett Kissel
Brett Kissel (St. Paul, 27 maggio 1990) è un cantautore canadese, esponente di musica country.

## Biografia
Kissel è nato in Alberta nel 1990.
Registra il suo primo album Keepin' It Country all'età di dodici anni nel 2003. Negli anni seguenti, tra il 2004 ed il 2008, pubblica altri tre album. Nel 2006 diventa il più giovane artista a ricevere una candidatura ai premi della Canadian Country Music Association.
Nel maggio 2013 firma un contratto con Warner Music Canada, pubblicando il mese seguente il singolo Started with a Song. L'album omonimo viene pubblicato il 1º ottobre 2013. Nel marzo 2014 vince il premio Juno Award nella categoria "Breakthrough Artist of the Year" (artista rivelazione dell'anno). 
Nel settembre 2015 pubblica l'album Pick Me Up, seguito nel dicembre 2017 dall'album We Were That Song.
Nel settembre 2019 pubblica il singolo Drink About Me, che anticipa l'album Now or Never uscito il 1º gennaio 2020.
Nel marzo 2021 pubblica il singolo Make a Life, Not a Living, che fa da apripista per l'album What Is Life?, pubblicato nell'aprile seguente. 
Nell'aprile 2022 pubblica il brano Ain't the Same, realizzato in collaborazione con il gruppo musicale statunitense 98 Degrees. La canzone promuove il progetto The Compass Project, un boxset in quattro parti che l'artista incide nell'arco dell'anno 2023.

## Discografia

### Album in studio
- 2003 - Keepin' It Country
- 2004 - By Request
- 2006 - Tried and True – A Canadian Tribute
- 2008 - My Roots Run Deep
- 2013 - Started with a Song
- 2015 - Pick Me Up
- 2017 - We Were That Song
- 2020 - Now or Never
- 2021 - What Is Life?
- 2023 - The Compass Project - South Album
- 2023 - The Compass Project - East Album

## Premi
- Juno Awards
  - 2014: "Breakthrough Artist of the Year"
  - 2019: "Country Album of the Year"
  - 2022: "Country Album of the Year"
- Canadian Country Music Association
  - 2014: "CMT Video of the Year", "Interactive Artist of the Year"
  - 2015: "Interactive Artist of the Year"
  - 2016: "Male Artist of the Year", "Interactive Artist of the Year", "Fan's Choice Award"
  - 2017: "Male Artist of the Year", "Video of the Year", "Interactive Artist or Group of the Year"
  - 2018: "Interactive Artist of the Year"
  - 2019: "Fans' Choice Award"
  - 2020: "Album Of The Year", "Fans' Choice Award", "Male Artist Of The Year"
  - 2021: "Fans' Choice Award"
- Western Canadian Music Awards	
  - 2019: "Country Artist of the Year"
- Association of Country Music in Alberta Awards
  - 2014: "Rising Star Award", "Single of the Year Award"
  - 2015: "Male Artist of the Year", "Country Album of the Year", "Single of the Year"